# HS-regeln
HS-regeln är en slutledningsregel i satslogiken. HS är en förkortning för Hypothetical Syllogism.
HS-regeln: Om F → G och G → H är premisser eller tidigare härledda formler i ett satslogiskt system, så kan man från dessa dra slutsatsen, F → H.
Formellt kan regeln skrivas: (F → G) {\displaystyle \land } (G → H)  {\displaystyle \vdash }  F → H.